# Gobernador López
Gobernador López é um município argentino da província de Misiones, situado dentro do departamento de Leandro N. Alem. Se situa em uma latitude de 27° 40' sul e em uma longitude de 55° 15' oeste.
O município conta com uma população de 2.256, segundo o censo do ano 2001 (INDEC).